# Jawad Bouâouda
Jawad Bouâouda est un joueur marocain né le 1er avril 1980, il évolue au poste d'arrière gauche aux FAR de Rabat. Son club formateur est l'Olympique de Safi.

## Carrière
- 2004 - 2008 : FAR de Rabat  Maroc
- 2008 - 2009 : Moghreb de Tétouan  Maroc
- 2009 - 2010 : FAR de Rabat  Maroc